# Nowe Brzesko
Nowe Brzesko é um município da Polônia, localizado na margem esquerda do rio Vístula, na voivodia da Pequena Polônia, condado de Proszowice e sede da comuna de Nowe Brzesko. Estende-se por uma área de 7,3 km², com 1 667 habitantes, segundo os censos de 2016, com uma densidade de 229,6 hab/km².
Obteve os direitos de cidade nos anos de 1279 a 1870 e a partir de 2011.
A aldeia surgiu com a construção da abadia norbertina em Hebdów, no condado de Proszowice, voivodia de Cracóvia, no final do século XVI. A aldeia governamental da Polônia do Congresso, estava localizada em 1827 no condado de Cracóvia, na região de Miechów, voivodia de Cracóvia. Nos anos 1975-1998, a aldeia pertenceu administrativamente à voivodia de Cracóvia.

## História
A primeira menção a Nowy Brzesko vem do século XIII. Inicialmente, a vila era propriedade dos bispos de Cracóvia. Em 1223, o abade Brzeg Florian a entregou ao mosteiro norbertino em Hebdów. Em 1279, Gotfryd de Glesin obteve o privilégio de fundar uma cidade sob a lei de Magdeburgo.
A história de Nowy Brzesko está intimamente ligada à história do mosteiro em Hebdów. Na época de Jan Długosz, Nowe Brzesko tinha 40 campos municipais, que pagavam aluguel ao mosteiro. Havia dois moinhos no rio Vístula, um pertencente ao mosteiro e o outro ao senhor feudal da cidade. Em 1449, o rei Casimiro IV Jagelão confirmou o privilégio de cidade de Nowy Brzesko. Os privilégios foram posteriormente confirmados mais duas vezes: em 17 de abril de 1674 pelo rei João III Sobieski e em 4 de outubro de 1767 por Estanislau II Augusto.
Após a Terceira Partição da Polônia em 1795, Nowe Brzesko se encontrou na Galícia Ocidental (Partição Austríaca), em 1809 no Ducado de Varsóvia e desde 1815 na Polônia do Congresso (Partição Russa). Quando a congregação religiosa norbertina em Hebdów foi dissolvida em 1818, a cidade se tornou propriedade do governo. Em 1827, havia 151 casas e 904 habitantes em Nowy Brzesko. Em 1 de janeiro de 1870, Nowe Brzesko perdeu os direitos de cidade.
Até 1954, Nowe Brzesko era a sede da comuna de Gruszów.
Em 27 de julho de 2010, o Conselho de Ministros concedeu a Nowe Brzesko os direitos de cidade a partir de 1 de janeiro de 2011.

## Demografia

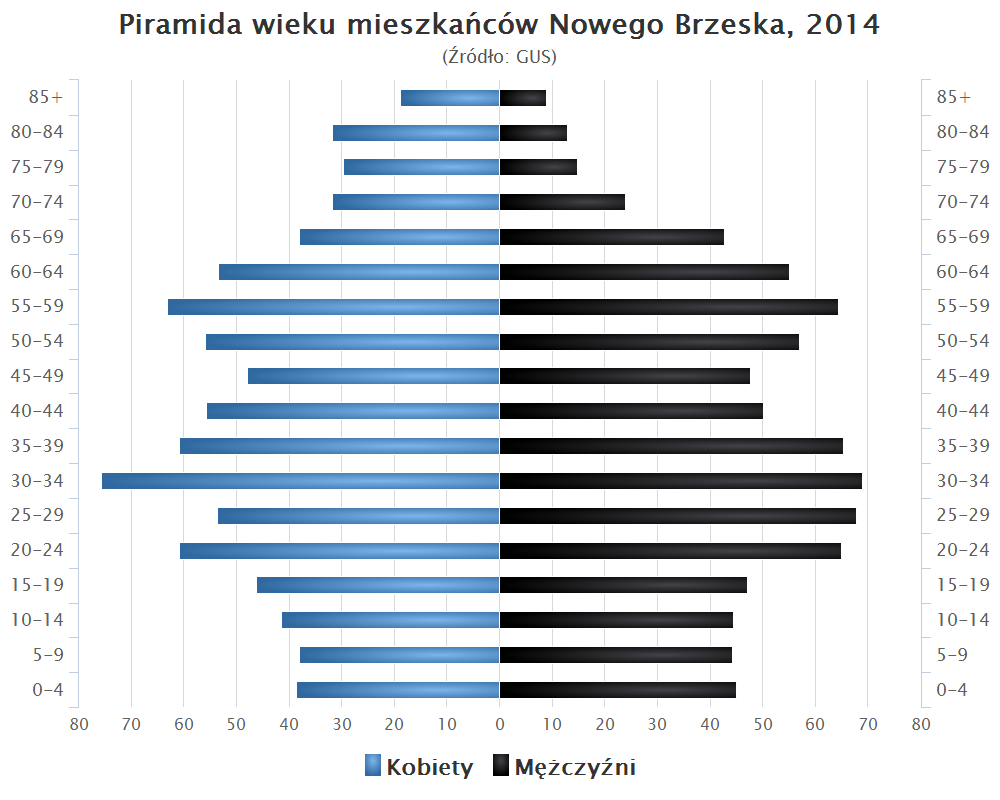

## Monumentos históricos

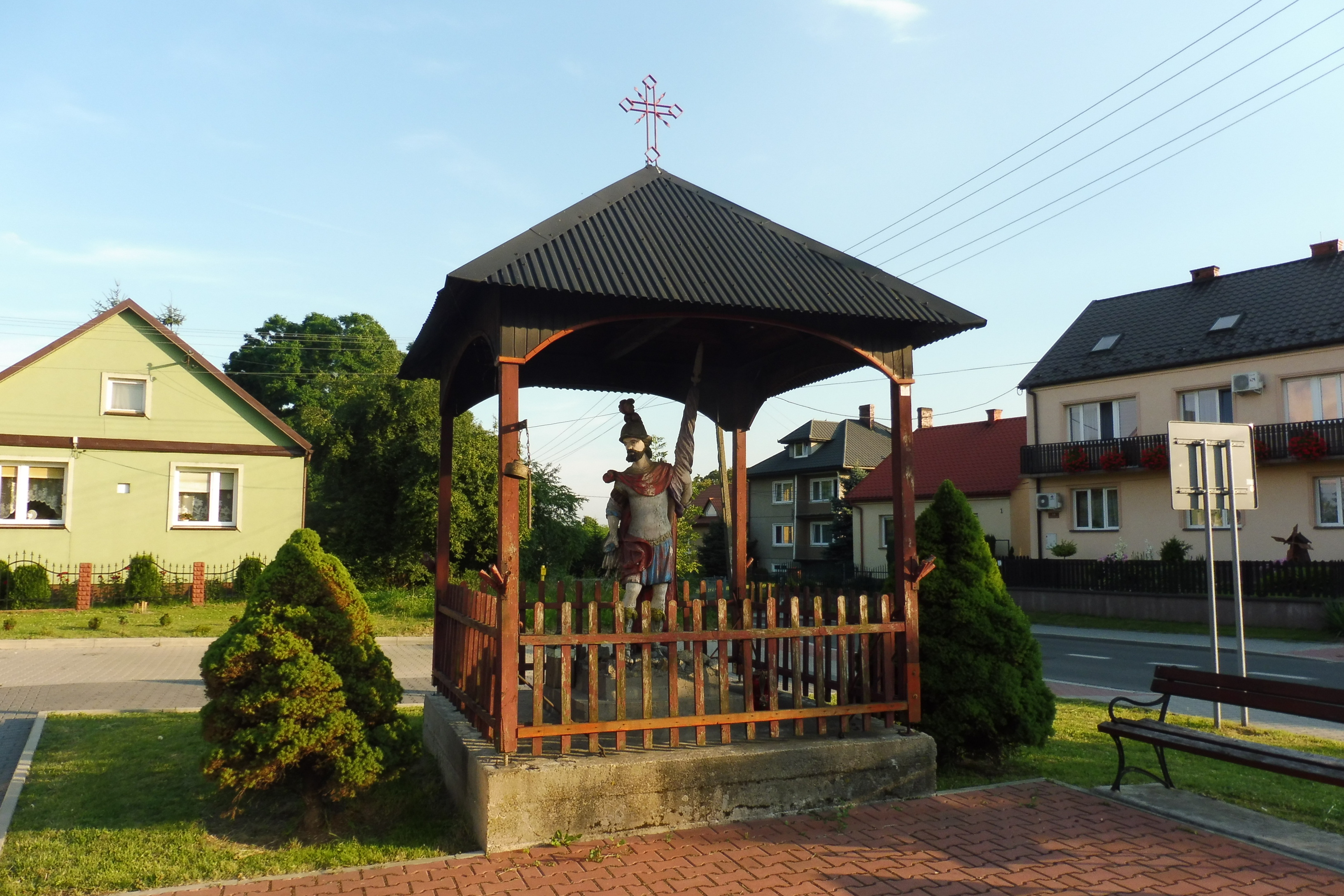
Capela de São Floriano

- Igreja de Todos os Santos de 1670, ampliada em meados do século XIX e início do século XX. Templo de três naves com um presbitério de extensão única fechado com polígonos. O altar-mor data de 1664. Existem dois altares laterais barrocos na igreja.
- Capela com uma estátua de madeira de São Floriano do final do século XVIII.[8]